# 艾倫·獲加
亞連·沃克（日语： Aren Wōkā）是星野桂所創作的日本漫画《驱魔少年》中的主人公，根据漫画改编的同名动画片及其续作《驅魔少年HALLOW》也都是以他为主角。此外，亞連还在三部轻小说、两种电子游戏和多种跨界格斗游戏中亮相。漫画背景设在19世纪的地球，亚连·沃克隶属少年军人兼驱魔组织黑教团。亚连是该组织的驱魔师，可以用人称的神秘物件对抗恶魔。亚连最初使用的武器是一条巨大的左臂，还能随时间推移进化，发展出新的能力。《驱魔少年》中的亚连使用超能力同创造恶魔大军毁灭世界的千年伯爵对抗，同时打击追随千年伯爵并且拥有超能力的諾亚一族。亚连还在经过一系列的历险后得知自己同諾亚一族有关连，有可能会变成他们。

## 人物

### 外表與性格
英國人，留著銀白色短髮（原本為深茶色）的少年，動畫中瞳孔為銀灰色。頭腦中等一般，個性善良，容易迷路，是一個路癡。初入教團時被守護INNOCENCE的驅魔師赫布勒絲預言將成為「時之破壞者」。
被同伴之一的神田優取了豆芽菜這個別名，因此對神田則感到不耐煩。由於是寄生型的INNOCENCE因此食量特大。不喜歡酒，相當喜歡御手洗糰子。
在教團本部內的穿著是黑色背心、長褲搭配絲帶領帶，出教團時則穿著附有帽子的團服及手套。但在馬帝爾任務時，團服並沒有包含帽子及右手套，鞋子也在「逆轉之城」任務後才換成長靴。

### 身世與經歷
天生擁有奇怪的血紅色左手（黑色指甲），一出生就被雙親遺棄，自有記憶以來就被賣到馬戲團，被旅行賣藝人撿回扶養，命名為亞連。
亞連12歲的時候，瑪那突然離世因而陷入千年伯爵的誘惑，變成惡魔而復活的瑪那襲擊亞連，雖然左手的INNOCENCE在毫不知情下第一次發動並自動破壞了瑪那，但受到瑪那詛咒，其靈魂被封印在左眼，左邊額頭留下代表著惡魔的倒五芒星，因而變的看見惡魔體內被束縛的靈魂，左眼能變化成黑色虹膜，紅色瞳孔的模樣。
剎那間滿頭白髮或許是被詛咒的緣故，也可能是因為瑪那被破壞時所產生的休克所導致，本來的髮色是深茶色。其後則跟隨進行驅魔師的修行贖罪。
修行時期，為了生活費以及師父欠下的不少債務，經常用賭博來賺錢（其實是出老千騙錢），也因此玩撲克牌有絕對不會輸的腹黑自信。曾經讓輸到只剩下一件内褲。

## 劇情表現
在亞洲支部搭乘LV3惡魔帶過來的挪亞方舟趕到日本江戶，並立刻發揮出成長的實力對抗襲擊利娜莉的千年伯爵。因咧囉的關係而被帶進逐漸崩壞的舊挪亞方舟內部和帝奇‧米克戰鬥中，被帝奇以全力壓制住後亞連的INNOCENCE達到超越100%以上同步率成為臨界者，力量級數等同元帥。
左手的「神之道化（Crown Clown，另譯神丑）」被拔出變成和伯爵相同顏色卻完全相反的大劍，被克勞斯‧馬利安稱讚INNOCENCE與以前相比有模有樣。進入方舟的大戰後，其身份因克勞斯‧馬利安的關係明朗化，正是擁有第14號「奏者」資格的人。並靠著進入方舟內部的「第14號」的祕密房間彈奏謎之鋼琴控制住方舟並停止住崩壞讓它復原回原貌。
因克勞斯‧馬利安對黑教團隱瞞亞連其擁有第14號「奏者」資格，回到教團後亞連立即被24小時貼身監視。與LV4交戰結束後便和科學班等人著手處理總部搬遷的事宜，其間由於總部的幽靈作祟，並把室長研發的藥品「科姆他命D」到處發放而引發災難，最後由莫‧張支部長結束。因亞連的「奏者」能力而被委派作為到新總部的先頭部隊，但在任務完成後隨即被中央的長官以拘束具束縛著左手並帶走。
由於千年伯爵講明了亞連就是第14號使徒本人，而並非繼承第14號使徒記憶的人。最後被黑教團凍結驅魔師權限且識別為挪亞的那一方，之後跟著帝奇和蘿特逃出教團並向追趕過來阻止他的利娜莉發誓自己將永遠是驅魔師只是方式不同而已。離開以後跑到過去師父克勞斯的支援者兼友人家裡去，暫時在那附近做小丑的工作。

## 對惡魔武器
- 『十字架』（Cross）

為的INNOCENCE初期的原石型態，僅只是根據亞連的意念顯現出類似發動的反應，也因此實際上是處在相當不穩定的狀態。經赫布勒絲測量後，同步率為83%。
作為對惡魔武器的左手可以巨大化變形，目前有三種形態。第一形態為將十字散發綠光來整個左手臂變化成巨大利爪，肩膀有綠色的火炎形光芒，並有著怪力及以音速攻擊的能力，大小及長度可自由地變換，同時可以對複數的惡魔做出「十字架之墓（Cross Grave）」攻擊。
第二形態則是可以射出無數實體棒狀光線的槍砲型，光線也可以成為像把刀一般的刀劍型，與左眼的詛咒併用甚至可以提早對尚未接近的惡魔或人類形態的惡魔做出攻擊，最大限度發動的話則是放出巨大的手臂型能源體，但持續的時間很短。
最終由於在千年伯爵的死亡名單上而被破壞，然而INNOCENCE卻沒有因此毀滅只是化為霧狀，為了拯救填補被在心臟上穿的孔洞，有部分的INNOCENCE粒子代替細胞填補亞連的心臟。
- 神之道化（Crown Clown）[註 4]

的INNOCENCE重新復活後，真正的型態。
在LV3惡魔襲擊亞洲支部並試圖擄走亞連的戰鬥中，亞連才真正意識到自己原本成為驅魔師的初衷是為了惡魔，但在與教團的同伴們相處後更是領悟到人類與惡魔同樣都是需要保護與救贖，在亞連以「右手是為了人類，左手是為了惡魔」的決心之下，促使INNOCENCE化為其真正最能完整呈現其能力的最終型態，並依據外觀將其命名為「神之道化（神丑／Crown Clown）」。
形態為小丑的假面、伸縮自如的斗篷及左手的利爪，披風被譽為是纏繞於全身的鎧甲，亞連自右手纏繞起的斗篷可以做為庇護（保護人類），左手的利爪則是進行攻擊（救贖惡魔）。
除了之前就擁有的「十字架之墓（Cross Grave）」以外，尚可作出名為「破滅之爪（Edge End）」的攻擊與束縛的捆綁技「道化之帶（Clown Belt）」以及攻守合一的道化之袍。
在同步率突破臨界點100%之後，左手可以直接拔出化作退魔劍，可以斬殺惡魔並破壞諾亞一族的基因，對人類沒有任何殺傷力。

## 腳註

### 出典
1. ↑  . Shueisha.   [2009-02-22]. （原始内容存档于2009-02-22）.
2. ↑  . Production Baobab.   [2015-05-26]. （原始内容存档于2015-05-26）.
3. ↑  . 東京電視台.   [2020-10-15]. （原始内容存档于2021-05-02）.
4. ↑  Morales, Kimberly. . Animation Insider. 2009-05-08  [2009-07-28]. （原始内容存档于2011-05-27）.

星野桂创作的《驱魔少年》漫画作品，由集英社出版：
1. .  1. Shueisha. 2004-10. ISBN 978-4-08-873691-4.
2. .   2. Shueisha. 2004-12. ISBN 978-4-08-873760-7.
3. .   3. Shueisha. 2005-03. ISBN 978-4-08-873784-3.
4. .   4. Shueisha. 2005-05. ISBN 978-4-08-873810-9.
5. .   5. Shueisha. 2005-07. ISBN 978-4-08-873832-1.
6. .   6. Shueisha. 2005-10. ISBN 978-4-08-873865-9.
7. .   7. Shueisha. 2005-12. ISBN 978-4-08-873888-8.
8. .   8. Shueisha. 2006-07. ISBN 978-4-08-874029-4.
9. .   9. Shueisha. 2006-11. ISBN 978-4-08-874293-9.
10. .   10. Shueisha. 2007-02. ISBN 978-4-08-874318-9.
11. .   11. Shueisha. 2007-05. ISBN 978-4-08-874341-7.
12. .  12. Shueisha. 2007-10. ISBN 978-4-08-873691-4.
13. .   13. Shueisha. 2007-12. ISBN 978-4-08-874435-3.
14. .   14. Shueisha. 2008-03. ISBN 978-4-08-874486-5.
15. .   15. Shueisha. 2008-06. ISBN 978-4-08-874528-2.
16. .  16. Shueisha. 2008-09. ISBN 978-4-08-874566-4.
17. .   17. Shueisha. 2008-12. ISBN 978-4-08-874605-0.
18. .   18. Shueisha. 2009-06. ISBN 978-4-08-874642-5.
19. .   19. Shueisha. 2009-12. ISBN 978-4-08-874675-3.
20. .   20. Shueisha. 2010-06. ISBN 978-4-08-874764-4.
21. .   21. Shueisha. 2010-12. ISBN 978-4-08-870133-2.
22. .  22. Shueisha. 2011-06. ISBN 978-4-08-870240-7.
23. .   23. Shueisha. 2012-04. ISBN 978-4-08-870392-3.
24. .   24. Shueisha. 2013-11. ISBN 978-4-08-870539-2.
25. .   25. Shueisha. 2016-06. ISBN 978-4-08-880635-8.